# 修道院博物館
40°51′53″N 73°55′55″W / 40.86484°N 73.931905°W

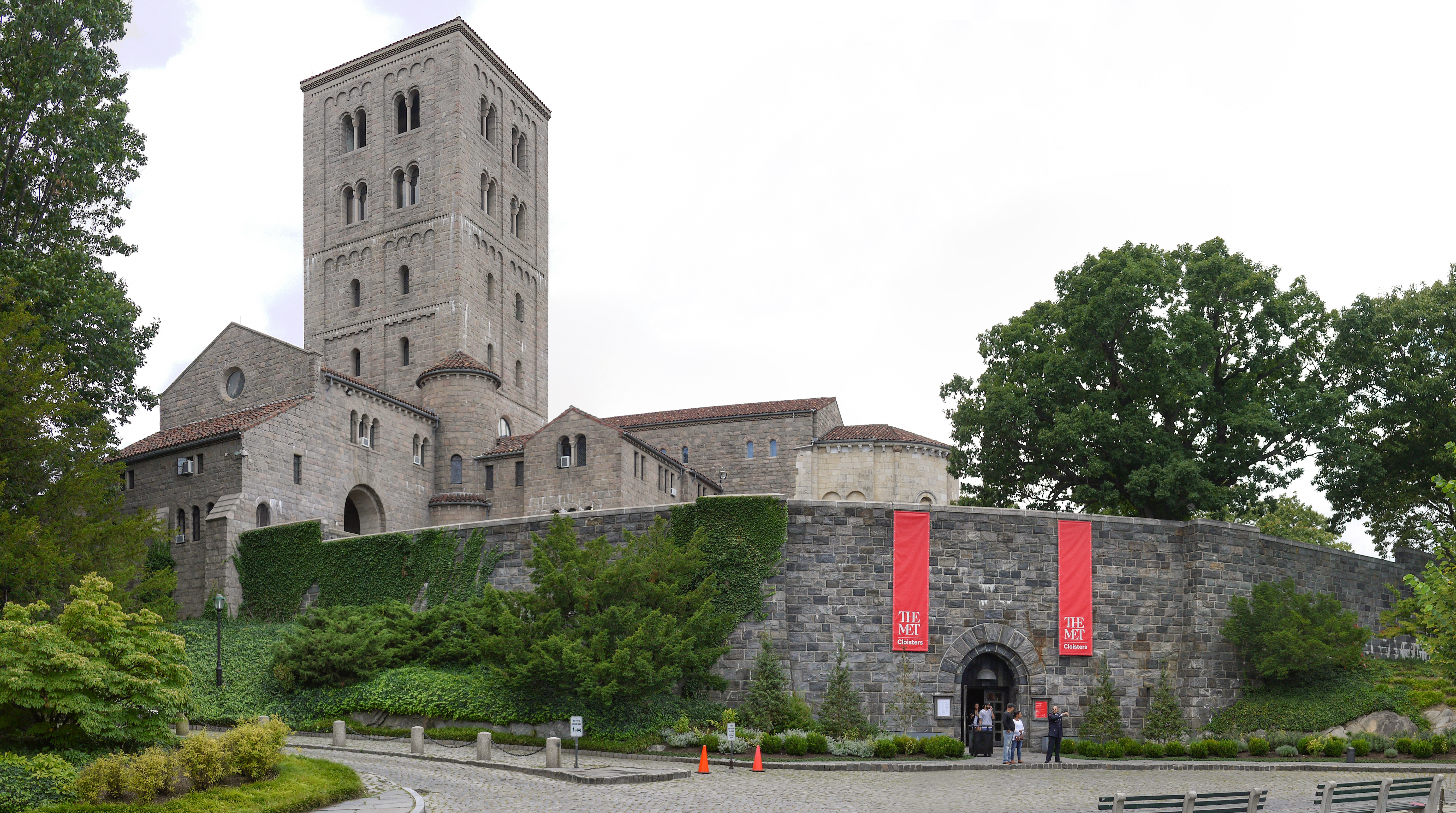

修道院博物館（The Cloisters）是美國紐約市的一座博物館，位於曼哈頓的華盛頓高地地區的崔恩堡公園。修道院博物館是大都會美術館的分館。

## 历史
開始修建於1930年代，其外觀模仿中世紀歐洲的大修道院，因此得名。建築的部分材料是從法國運來。修道院博物館收藏展示有關西洋中世紀美術和建築的展覽品，是紐約市地標和國家史跡名錄之一。修道院博物館收藏有約5000件藏品。

## 外部連結
- . The Metropolitan Museum of Art.   [2016-02-27]. （原始内容存档于2020-11-09）.
- . The Metropolitan Museum of Art.   [2016-02-27]. （原始内容存档于2019-08-22）.
- Cloisters Archives Collection （页面存档备份，存于） from the Digital Collections from The Metropolitan Museum of Art Libraries
- Guide to The Cloisters—About.com
- Planning a Visit to The Cloisters
- The Cloisters' 75th Anniversary Samantha Dossena, L'Idea Magazine N.4, 2013